# Itō Hirobumi
El príncipe Itō Hirobumi (伊藤 博文?   16 de octubre de 1841 – 26 de octubre de 1909, también llamado Hirofumi/Hakubun y Shunsuke en su juventud) fue un jefe de Gobierno japonés, Residente General de Corea, cuatro veces primer ministro de Japón (mandatos 1.º, 5.º, 7.º y 10.º) y genrō.

## Primer ministro de Japón
- 1.º: 22 de diciembre de 1885 - 30 de abril de 1888 - 861 días
- 5.º: 8 de agosto de 1892 - 31 de agosto de 1896 - 1485 días
- 7.º: 12 de enero de 1898 - 30 de junio de 1898 - 170 días
- 10.º: 19 de octubre de 1900 - 10 de mayo de 1901 - 204 días.

## Primeros años
Itō fue un hijo adoptado de Hayashi Juzo, un samurái de clase baja proveniente de la localidad de Hagi, en el feudo de Chōshū (hoy ciudad de Hikari, en la prefectura de Yamaguchi). Fue alumno de Yoshida Shōin en el Shoka Sonjuku y posteriormente se unió al movimiento Sonnō jōi ("para reverenciar al Emperador y expulsar a los bárbaros"), junto con Kido Takayoshi. Itō fue seleccionado para ser uno de los miembros del Chōshū Goketsu que estudiaron en el University College de Londres en 1863, y su experiencia en Gran Bretaña lo convenció de la necesidad de que Japón debía modernizarse acorde con los países occidentales.
En 1864, Itō regresó a Japón con Inoue Kaoru quien era su compañero de estudios, en un intento por convencer al clan Chōshū que abandonara la idea de ir a la guerra contra las potencias extranjeras por el derecho de paso a través del Estrecho de Shimonoseki (en el Bombardeo de Shimonoseki). En esa oportunidad, conoce a Ernest Satow, quien será su amigo de por vida.

## Carrera política
Luego de la Restauración Meiji, Itō fue designado gobernador de la Prefectura de Hyōgo, consejero júnior para Asuntos Exteriores, y fue enviado a Estados Unidos en 1870 para estudiar los sistemas monetarios occidentales. Al regresar a Japón en 1871 estableció el sistema impositivo de Japón. Posteriormente ese mismo año fue enviado en la Misión Iwakura alrededor del mundo como vice-enviado extraordinario, con lo que se ganó la confianza de Okubo Toshimichi.
En 1873, Itō fue nombrado Ministro de Obras Públicas, y en 1875 presidió la primera asamblea de gobernadores de Prefecturas. Luego del asesinato de Okubo, ocupó el puesto de Ministro de Asuntos Internos y se aseguró una posición clave en el gobierno Meiji. En 1881 forzó a Okuma Shigenobu a renunciar, quedando de esta forma Itō con un control indiscutido.
Itō viajó a Europa en 1882 para estudiar la constitución de los países europeos, permaneciendo casi 18 meses fuera de Japón. Mientras se encontraba trabajando en una constitución para Japón, escribió la primera Ley de la familia Imperial (que regula diversos aspectos de sucesión, linaje y regencia, entre otros, del emperador y la familia imperial) y estableció el sistema japonés de títulos nobiliarios (kazoku) en 1884.
En 1885, negoció la Convención de Tientsin con Li Hongzhang, normalizando las relaciones diplomáticas con la Dinastía Qing en China.

## Trayectoria como primer ministro
En 1885, basado en ideas que había traído de Europa, Itō introdujo un sistema de gabinete en el gobierno en reemplazo del antiquísimo Daijō-kan como órgano para la toma de decisiones del Estado, y el 22 de diciembre de 1885, se convirtió en el primer primer ministro de Japón.
El 30 de abril de 1888, Itō renunció como primer ministro, pero preside el recién creado Consejo Privado (o Consejo Asesor Superior) desde donde sigue ejerciendo el poder. En 1889, se convirtió en el primer genrō. La constitución Meiji fue promulgada en febrero de 1889.
Mantuvo su poderosa influencia mientras Kuroda Kiyotaka y Yamagata Aritomo ejercían como Primeros Ministros.
Durante su segundo mandato como primer ministro entre el (8 de agosto de 1892 al 31 de agosto de 1896), Itō apoyó la Primera Guerra Sino-japonesa y negoció el Tratado de Shimonoseki en marzo de 1895 con su Ministro de Relaciones Exteriores Mutsu Munemitsu que se encontraba enfermo. Luego de la guerra, en el Tratado anglo-japonés de comercio y navegación de 1894, tuvo éxito en eliminar las onerosas cláusulas del tratado desigual que habían plagado las relaciones externas japonesas desde el comienzo de la era Meiji.
Durante su tercer mandato como primer ministro entre el (12 de enero de 1898 al 30 de junio de 1899), Itō tuvo dificultades con los partidos políticos. Tanto el Jiyūtō como el Shimpotō se opusieron a su propuesta de nuevos impuestos sobre la tierra, como respuesta Itō disolvió la Dieta y llamó a elecciones. La respuesta no se hizo esperar, los dos partidos se fusionaron en el Kenseitō, y ganaron la mayoría de los asientos, forzando a Itō a renunciar. Esta lección le enseñó a Itō la necesidad de contar con un partido político afín al gobierno, por lo que organizó el Rikken Seiyūkai en 1900.
Itō regresó al gobierno por un cuarto período como primer ministro desde el 19 de octubre de 1900, al 10 de mayo de 1901, esta vez enfrenta oposición política del Cámara de los Pares (Kizokuin, símil a la Cámara de los Lores británica). Preocupado porque lo puedan traicionar, renunció en 1901, pero permaneció como jefe del Consejo Privado mientras Saionji Kinmochi y Katsura Tarō se alternaban en el cargo de primer ministro.

## Residente General en Corea
A continuación de la guerra ruso-japonesa, en noviembre de 1905, el gobierno coreano firmó el Tratado de Eulsa, convirtiendo a Corea en un protectorado japonés. Itō asumió como el primer Residente General de Corea el 21 de diciembre de 1905. El presionó al Emperador Gojong de Corea a abdicar en 1907 a favor de su hijo Sunjong y promulgó el Tratado Japón-Corea de 1907, que le otorgaba a Japón el control sobre los asuntos internos de Corea. Itō renunció el 14 de junio de 1909.
Itō fue asesinado el 26 de octubre de 1909, en la estación de ferrocarril de Harbin en Manchuria por An Jung-geun, un nacionalista coreano.